# Sonnentaler

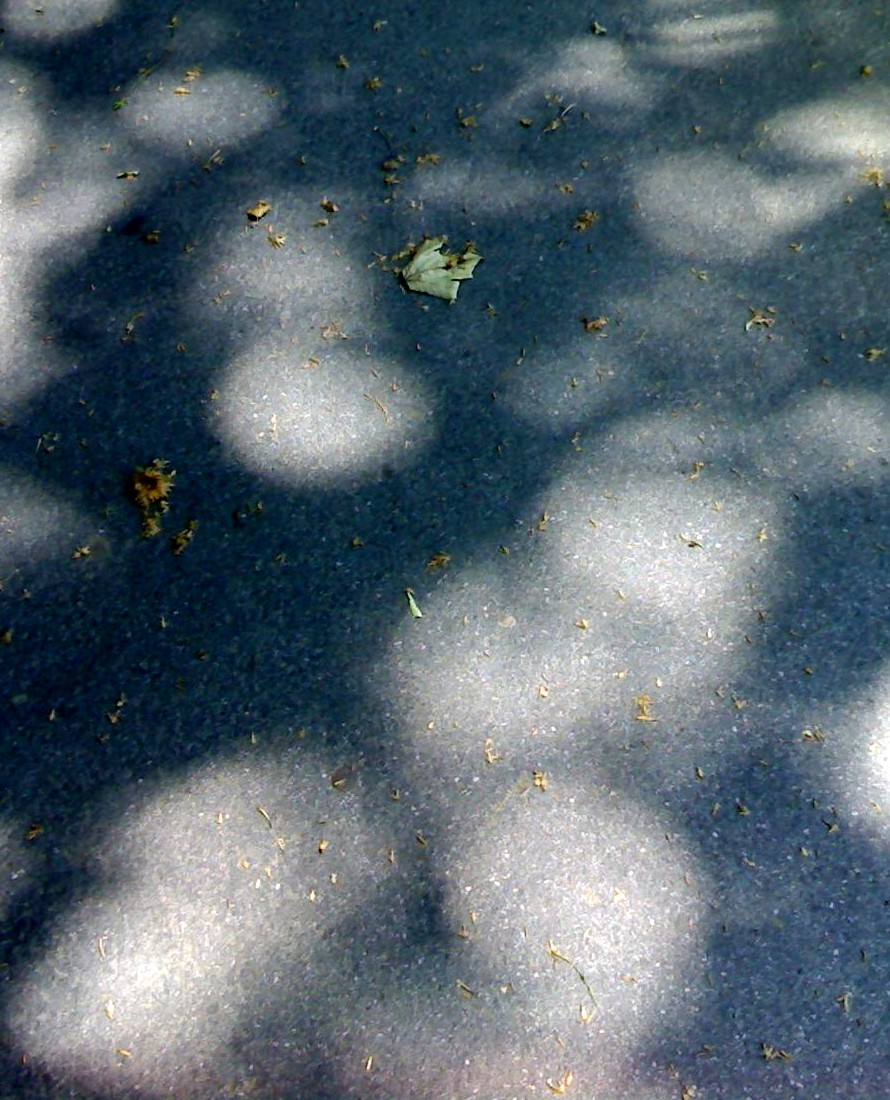
Sonnentaler unter Bäumen

Als Sonnentaler oder Sonnenkringel werden die kreisrunden bis ellipsenförmigen hellen Flecken bezeichnet, die bei sonnigem Wetter häufig unter Bäumen und Büschen zu beobachten sind. Diese Erscheinung tritt überall dort auf, wo Sonnenlicht durch kleine, enge Öffnungen fällt, zum Beispiel auch bei einer heruntergelassenen Jalousie. Die Form der Öffnung ist dabei unerheblich, die Flecken sind fast immer perfekte Kreise oder Ellipsen – außer bei einer partiellen Sonnenfinsternis.
Die hellen Flecken sind Abbilder der Sonnenscheibe, denn die kleinen Öffnungen wirken wie eine natürliche Lochkamera. Die Sonne wird so durch die Öffnungen auf den entsprechenden Untergrund projiziert. Die Kringel werden aber am Rand etwas unscharf, wenn die Spalten zwischen den Blättern zu groß sind.
Bei niedrigem Sonnenstand kann auch ein Schlüsselloch an der gegenüberliegenden Wand ein Abbild der Sonne erzeugen, an dem bisweilen sogar Sonnenflecken zu erkennen sind.
Ein den Sonnentalern ähnliches Phänomen kann man auch künstlich erzeugen, indem man zum Beispiel eine hell leuchtende Taschenlampe in folgender Weise präpariert: Über die Öffnung wird eine Schablone mit einer – beispielsweise – dreieckigen Öffnung geklebt, die man ihrerseits mit einer transparenten, aber stark streuenden Folie (z. B. Laminierfolie, Briefumschlagsfenster) abdeckt. Leuchtet man mit dieser Lampe durch eine oder mehrere kleine Öffnungen (auch die Blätter einer Zimmerpflanze lassen sich hierzu verwenden), so entstehen dahinter dreieckige Lichtflecken.
Ludwig Bechstein benutzt das Phänomen in Sonnenkringel als Märchenmotiv.